# Giuseppe (parente di Gesù)
Nel Nuovo Testamento Joses o Josef è un "fratello" (adelfòs) di Gesù (Mc6,3;15,40;Mt13,55-57;27,56). 
Dato il significato polisemico del termine greco semitizzato e la povertà degli accenni neotestamentari, è impossibile risalire alla sua reale parentela con Gesù e sono state ipotizzate diverse alternative: fratello, fratellastro, cugino (vedi Interpretazioni storiche sui fratelli di Gesù).